# Laagblokland
Laagblokland est une ancienne commune des Pays-Bas, situé en Hollande-Méridionale.
Ancienne seigneurie, puis commune indépendante depuis le début du XIXe siècle, Laagblokland est rattachée à la commune de Molenaarsgraaf du 1er janvier 1812 au 1er avril 1817. En 1857, la commune est définitivement supprimée et rattachée à Ottoland.
L'actuel hameau du même nom est orthographié Laag-Blokland ; c'est le nom de l'extrêmite ouest d'Ottoland, tout près de Vuilendam.